# Hildegard Wesse
Hildegard Maria Elisabeth Wesse, geborene Irmen (* 28. März 1911 in Strotzbüsch; † 27. Mai 1997 in Braunschweig) war eine deutsche Ärztin, die an den als Rassenhygiene betitelten Krankenmorde der Nationalsozialisten beteiligt war. Sie trägt dabei die Verantwortung für mindestens dreißig Tote.

## Kindheit und Studium
Hildegard Irmens patriarchisch die Familie führender Vater Matthias Irmen, ein gläubiger Katholik, war Lehrer an der örtlichen Grundschule. Sie hatte zwei jüngere Brüder. Ihre Mutter verstarb bereits mit 27 Jahren am 12. Juni 1917 – Hildegard war gerade erst sechs Jahre alt. Ihr Vater heiratete erneut am 25. März 1919 seine neue Frau Franziska. Trotz des bescheidenen Lehrergehalts wurde allen Kindern der Besuch einer höheren Schule ermöglicht. Mit 14 Jahren kam Hildegard an ein Internat nach Hersel. Als ihr Vater eine Stelle in Düsseldorf erhielt, zog sie 1927 mit nach Düsseldorf-Garath. 1932 machte sie an der Düsseldorfer St. Angela-Schule ihr Abitur. 1934 absolvierte sie in Köln das Physikum, wechselte danach an die Medizinische Akademie Düsseldorf, wo sie am 1. September 1937 das Staatsexamen bestand.
Ihre Dissertation mit dem Titel Das Bronchialcarcinom und gewerbliche Schädigungen, die unter Leitung von Prof. Dr. Huebschmann entstanden war, lieferte sie am 21. Oktober 1937 ab. Damit war sie zum Dr. med. promoviert. Inhalt der Arbeit war die Frage, ob Autoabgase Lungenkrebs verursachen können.

## Tätigkeit bei den Krankenmorden
Zum 15. Dezember 1938 wurde Irmen als Volontärärztin an der Heil- und Pflegeanstalt Andernach angestellt. Hier lernte sie ihren späteren Mann Hermann Wesse kennen, der am 22. April 1940 nach Andernach kam. Ihre Beziehung erregte Aufsehen, da dieser zu diesem Zeitpunkt schon mit einer anderen Frau verlobt war. Sehr wahrscheinlich ist, dass sie bereits hier von den Transporten aus der Anstalt Bedburg-Hau erfahren hat, denn Hermann Wesse war von dort nach Andernach versetzt worden, weil Bedburg-Hau nahezu aufgelöst war und dort Platz für ein Lazarett benötigt wurde.
Am 18. Juli 1941 erfolgte ihre Versetzung in die der Anstalt Johannistal als Zweigstelle zugeordnete Anstalt Waldniel, wo sie nach entsprechender Einarbeitung die Leitung der Männerabteilung übernahm. Als Ersatz für sie kam die Ärztin Elisabeth Kalt von Johannistal nach Andernach. Hierbei handelte es sich um eine übliche Rotation. Sie lernte dort den Mediziner Georg Renno kennen, der die im Oktober 1941 eingerichtete Kinderfachabteilung leitete und freundete sich mit ihm an. Renno hatte zu diesem Zeitpunkt bereits als stellvertretender Leiter der Tötungsanstalt Hartheim an der Tötung von 18.000 Menschen mitgewirkt.
Wesse besuchte Irmen hier regelmäßig an den Wochenenden. Sie hatten sich zwischenzeitlich verlobt. Die Möglichkeit für beide wieder ein gemeinsames Leben zu führen, bot sich im Dezember 1941, kurz vor ihrer Hochzeit. Auf Vorschlag von Renno setzte der Reichsausschuß zur wissenschaftlichen Erfassung von erb- und anlagebedingten schweren Leiden Hermann Wesse als Nachfolger bzgl. der Leitung der Kinderfachabteilung Waldniel ein.
Im Zuge der Auflösung der Kinderfachabteilung Waldniel absolvierte Hildegard Wesse von Mai bis August 1943 einen Lehrgang am Kinderkrankenhaus der Universität Leipzig bei Werner Catel, wo auch ihr Ehemann beschäftigt war. Anschließend war sie an der Landesheilanstalt Uchtspringe tätig. In Uchtspringe übernahm sie die Leitung der Frauenabteilung und ihr Mann die Kinderfachabteilung. Hermann Wesse wurde am 1. Dezember 1943 zur Wehrmacht einberufen. Der Direktor der Anstalt Uchtspringe, Ernst Beese, übertrug ihr daraufhin die Leitung der Kinderfachabteilung. Ihrer eigenen Darstellung nach sträubte sie sich dagegen, übernahm aber doch, als Beese damit drohte, die Leitung selbst zu übernehmen. Angeblich wollte sie somit Schlimmeres verhindern. Sie gab im späteren Prozess selbst an, mindestens 60 Kinder „eingeschläfert“ zu haben.

„Die Kinder wurden nach kürzester Zeit bewußtlos und starben meist nach ein bis zwei Tagen, da sie im Allgemeinen körperlich schon sehr geschwächt waren. Bei einzelnen Kindern, deren körperlicher Zustand noch besser war, verordnete sie eine Morphium-Spritze, die ebenfalls von der Pflegerin gegeben wurde, in einigen Fällen führte sie die Injektionen auch selbst aus (…) die Angeklagte hatte keine Gewissensbisse, daß den Eltern eine falsche Todesursache mitgeteilt wurde, weil sie es für richtig hielt, daß deren Gefühle geschont wurden.“

Für ihren Eifer bei der „Behandlung von Patienten“ wurde sie belobigt und erhielt eine Sondergratifikation. Ende 1944 wurde die Euthanasie in Uchtspringe auch auf erwachsene Patienten ausgedehnt. Wesse war dabei verantwortlich für die Frauenabteilung. Später gestand sie auch die Verantwortung für den Tod von 30 Frauen. Ihr Ehemann war zu diesem Zeitpunkt schon etwa ein halbes Jahr am Idsteiner Kalmenhof tätig, seinerseits ebenso mit vergleichbaren Verbrechen.

## Nach Ende des Zweiten Weltkrieges
Am 10. Juli 1945 zog die Rote Armee, nach dem Abzug der US-Truppen aus dem Gebiet der Sowjetischen Besatzungszone, in Uchtspringe ein. Zu diesem Zeitpunkt war Wesse bereits wieder in Düsseldorf, wo sie im August ihr zweites Kind gebar. Sie lebte hier mit ihrem Mann zusammen, bis Hermann am 8. September 1946 verhaftet wurde. Sie selbst wurde am 9. November 1946 festgenommen und kam ins Düsseldorfer Polizeigefängnis. Am 12. Dezember des gleichen Jahres kam sie in die Untersuchungshaftanstalt Derendorf. Sie sollte am 14. Juni 1947 nach Magdeburg in die Sowjetische Besatzungszone ausgeliefert werden, was die britische Militärregierung allerdings rückgängig machte. Bis zu dieser Entscheidung war sie viereinhalb Monate in Helmstedt inhaftiert, kam danach aber in die Untersuchungshaftanstalt Braunschweig. Sie wurde am 19. August 1948 aus der Haft entlassen.
Spätestens von 1953 an praktizierte sie wieder als Ärztin in Braunschweig in einer Praxis in der Richterstraße 18. Während ihr Mann weiter inhaftiert blieb, wurde sie am 2. Dezember 1953 durch das Landgericht Göttingen in Bezug auf die Tötung behinderter Kinder freigesprochen, aber wegen des Totschlags von 30 Frauen zu zwei Jahren Freiheitsentzug auf Bewährung verurteilt. Inzwischen verschlechterte sich das Verhältnis zwischen den beiden Ehepartnern. Nach dem Scheitern zweier Gnadengesuche brach jeglicher Kontakt zwischen den Eheleuten ab. Am 27. Juni 1956 wurde die Ehe der Wesses, aus der zwei Kinder stammten, durch das Landgericht Marburg-Lahn geschieden.
1989 wurden nochmals Ermittlungen gegen Wesse durch die Staatsanwaltschaft Dortmund angestrengt, die allerdings 1993 eingestellt wurden. Sie starb am 27. Mai 1997. Im Gegensatz zu ihrem Mann hat sie ihre Taten wahrscheinlich nie bereut.